# Vicente Girauta Linares
Vicente Girauta Linares (? - Madrid, 24 de juliol de 1939) va ser un policia espanyol que va ocupar diversos llocs durant la Guerra Civil. Alguns autors han assenyalat el seu paper en les anomenades matances de Paracuellos.

## Biografia
Era policia de professió, procedent del Cos de Vigilància.
Després de l'esclat de la Guerra Civil, va ascendir i es va fer càrrec de la Brigada de Crims "Socials". A l'octubre de 1936 va ser nomenat Subdirector general de Seguretat, en substitució del dimitit Carlos de Juan Rodríguez. Quan va començar la batalla de Madrid el seu superior jeràrquic, Manuel Muñoz Martínez, se'n va anar a València al costat de la resta del govern republicà; això li va deixar pràcticament al capdavant de la DGS a Madrid. Però enmig de l'evacuació del govern les funcions de seguretat van ser assumides per la Delegació d'Ordre públic de la Junta de Defensa de Madrid, dirigida per Segundo Serrano Poncela, als ordres del qual va quedar Girauta. No obstant això, seria Girauta el que va signar moltes de les ordres d'evacuació de presos de les presons de Madrid que, no obstant això, acabarien sent executats a Paracuellos.
El paper de Girauta en aquests fets segueix generant discrepàncies entre els historiadors. Dues setmanes després que Muñoz Martínez abandonés Madrid, el 22 de novembre Girauta també es va traslladar a València. Al llarg de la contesa va ocupar diversos llocs: al juny de 1937 va ser nomenat Comissari general de Fronteres i Ports i al juliol de 1938 va ser nomenat Comissari general de Seguretat per la província de Madrid. Després del triomf del Cop de Casado, el recentment constituït Consell Nacional de Defensa li va nomenar Director General de Seguretat. Va ocupar el càrrec amb prou feines unes setmanes, poc abans que la República col·lapsés i acabés la contesa.
Capturat per les forces franquistes, va ser afusellat en les tàpies del Cementiri de l'Este el 24 de juliol de 1939, al costat de quaranta-set persones més.